# Tiberio Deciani
Tiberio Deciani (or Decianus) est un juriste et pénéliste italien de la Renaissance, né à Udine le 3 août 1509 et mort à Padoue le 7 février 1582.

## Biographie
Deciani a reçu une éducation humaniste dans sa ville natale, puis il s'est rendu à Padoue en 1523 où il a étudié le droit sous la direction de Marco Mantova Benavides, où il a obtenu son doctorat en droit civil et canon le 19 avril 1529. Il a pratiqué le droit à Udine où il s'est marié en 1530 avec Maddalena Antonini et est devenu membre du conseil municipal. En 1544, il s'installe à Venise et, en 1547, il commence à enseigner le droit à Padoue.
Le travail de Tiberio Deciani était novateur dans plusieurs domaines qui, à l'époque, étaient peu développés, car ils sortaient du cadre de la tradition de la Ius commune. Son travail le plus innovateur concernait le droit pénal. Dans son Tractatus criminalis (publié à titre posthume 1590), il fut le premier juriste à débattre des principes généraux du droit pénal, c'est-à-dire des questions qui dépassent le traitement des crimes individuels et des étapes de la procédure. Il comprend la première formulation des concepts des éléments constitutifs objectifs et subjectifs d'un acte criminel. Ces notions sont, dans la tradition de la common law, à peu près équivalentes aux éléments constitutifs d'une faute pénale.

## Publications

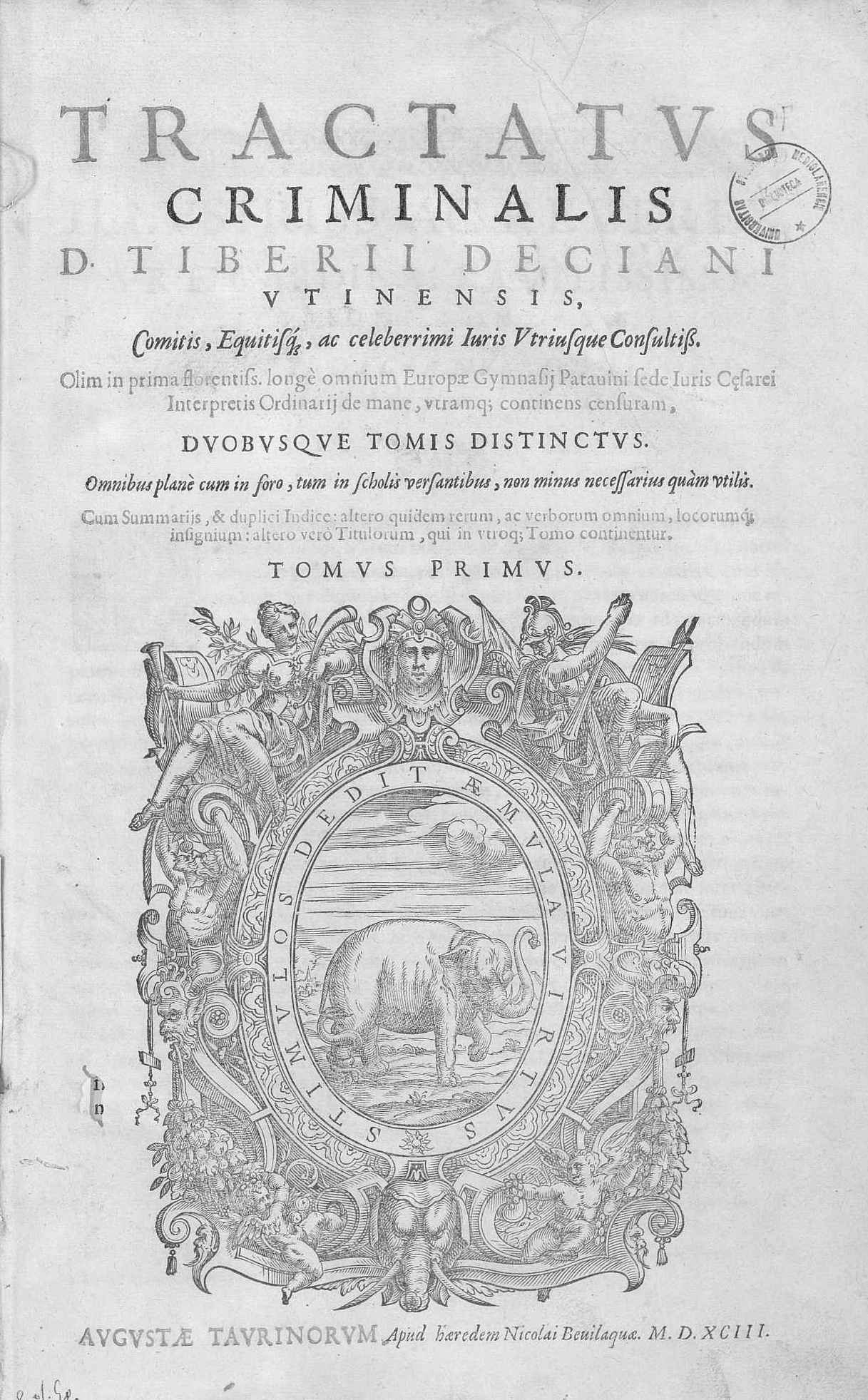
Tractatus criminalis, 1593

- Tiberii Deciani iurisconsulti Vtinensis Apologia pro iuris prudentibus, qui responsa sua edunt imprimenda aduersus dicta per Alciatum Parergon Lib. XII, Apud Hieronymum & Ioannem Zenarios, Venetiis, MDLXXIX (lire en ligne)
- Tractatus criminalis, Augusta Taurinorum (Turin), MDXCIII tomus primus, tomus secundus